# سیارک ۹۲۹۹
سیارک ۹۲۹۹ (به انگلیسی: 9299 Vinceteri، نامگذاری:1985JG2) نه هزار و دویست و نود و نهمین سیارک کشف شده‌است که در ۱۳ مه ۱۹۸۵ کشف شد.
قدر مطلق سیارک برابر ۲۹.۵ است.